# Kelly Stouffer
Kelly Stouffer (Scottsbluff, 6 luglio 1964) è un ex giocatore di football americano statunitense che ha giocato nel ruolo di quarterback nella National Football League (NFL). Fu scelto nel corso del primo giro (6º assoluto) del Draft NFL 1987 dai Phoenix Cardinals. Al college ha giocato a football all’Università statale del Colorado.

## Carriera professionistica
Stouffer fu scelto dagli Phoenix Cardinals come sesto assoluto nel Draft 1987 ma nella sua stagione da rookie non disputò alcuna partita poiché non riuscì a giungere a un accordo con la squadra sulla firma di un contratto. La stagione successiva, i Cardinals scambiarono i diritti sul giocatore coi Seattle Seahawks, che posero Stouffer come terzo quarterback nelle gerarchie della squadra dietro il titolare Dave Krieg e il veterano Jeff Kemp. Quando Krieg si infortunò a una spalla, Kemp lo sostituì come titolare senza fortuna e venne messe in panchina in favore di Stouffer alla fine del primo tempo. Stouffer si fece apprezzare dai tifosi di Seattle in una giocata dove, dopo essersi rotto il naso, lanciò un lungo passaggio culminato in touchdown. Per diverse settimane, Stouffer giocò finché non si ristabilì Krieg. Stouffer sembrò regredire agli occhi degli allenatori dei Seahawks nei due anni successivi, tornando a scendere al ruolo di terzo quarterback dietro Kemp.
Una volta che il capo-allenatore dei Seahawks Chuck Knox fu sostituito da Tom Flores e che Dave Krieg ebbe lasciato la squadra, Stouffer si guadagnò il posto da titolare, superando Dan McGwire e Stan Gelbaugh. Stouffer perse ogni partita che giocò come titolare prima di infortunarsi e non giocare più per diverse settimane. Poco dopo anche McGwire si infortunò, journeyman Gelbaugh divenne titolare, conservando il ruolo anche dopo il recupero di Kelly. Stouffer, che sembrava aver ritrovato lo smalto dimostrato nella sua annata da rookie prima dell'infortunio, non fu più lo stesso e Gelbaugh divenne definitivamente il titolare. La stagione successiva, Stouffer fu svincolato.
Stouffer firmò coi Carolina Panthers come free agent nel maggio 1996 ma non scese più in campo. Nel 2008, ESPN lo ha nominato la 23ª peggiore scelta nel draft di tutti i tempi.

## Statistiche
| Partite totali      | 22    |
| Partite da titolare | 8     |
| Yard passate        | 2.333 |
| Touchdown           | 7     |
| Intercetti          | 19    |
| Passer rating       | 54,5  |

Statistiche aggiornate alla stagione 2012